# Алехандро Гансабаль
Алехандро Гансабаль (ісп. Alejandro Ganzábal; нар. 16 лютого 1960) — колишній аргентинський тенісист.
Найвищу одиночну позицію світового рейтингу — 58 місце досяг 28 січня 1985, парну — 89 місце — 7 квітня 1986 року.
Здобув 1 парний титул.
Найвищим досягненням на турнірах Великого шолома було 3 коло в одиночному розряді.

## Фінали Гран-прі за кар'єру

### Одиночний розряд: 1 (0–1)
| Результат | Ранг | Рік  | Турнір                  | Покриття | Суперник у фіналі | Рахунок у фіналі |
| --------- | ---- | ---- | ----------------------- | -------- | ----------------- | ---------------- |
| Поразка   | 1.   | 1982 | Буенос-Айрес, Аргентина | Ґрунт    | Гільєрмо Вілас    | 2–6, 4–6         |

### Парний розряд: 1 (1–0)
| Результат | Ранг | Рік  | Турнір       | Покриття | Партнер         | Суперники у фіналі        | Рахунок у фіналі |
| --------- | ---- | ---- | ------------ | -------- | --------------- | ------------------------- | ---------------- |
| Перемога  | 1.   | 1985 | Барі, Італія | Ґрунт    | Клаудіо Панатта | Марсел Фріман Лорі Вордер | 6–4, 6–2         |

## Титули на челленджерах

### Парний розряд: (1)
| Ранг | Рік  | Турнір       | Покриття | Партнер         | Суперники у фіналі          | Рахунок у фіналі |
| ---- | ---- | ------------ | -------- | --------------- | --------------------------- | ---------------- |
| 1.   | 1982 | Барі, Італія | Ґрунт    | Густаво Герреро | Лука Боттацці Іван Дюпаск'є | 6–3, 6–2         |